# Саксид
Саксид (словен. Saksid) — поселення в долині річки Віпава в общині Нова Гориця, Регіон Горишка, Словенія. Висота над рівнем моря: 77,5 м.